# Kerlouan
Kerlouan è un comune francese di 2 362 abitanti situato nel dipartimento del Finistère nella regione della Bretagna.

## Società

### Evoluzione demografica
Abitanti censiti